# Sevgi Soysal
Sevgi Soysal (* 30. September 1936 in Istanbul; † 1976 ebenda) war eine türkische Schriftstellerin.

## Leben
Sevgi Soysal wurde am 30. September 1936 als drittes von sechs Kindern des Architekten Mithat Yenen und seiner deutschen Frau Anneliese Rupp geboren, die später den türkischen Namen Aliye annahm. Sie studierte klassische Philologie in Ankara und Theaterwissenschaften in Göttingen. 
1956 heiratete sie den Dichter und Übersetzer Özdemir Nutku. Sie studierte an der Universität Göttingen Vorlesungen über Archäologie und Theater besuchte. Im Jahre 1958 gebar sie einen Sohn namens Korkut.
Ab 1962 veröffentlichte Soysal Erzählungen und Romane, in denen die Bemühung junger Frauen in der Türkei um Emanzipation ein wiederkehrendes Thema ist; auch Deutschland ist in ihrem Werk ein sich wiederholendes Motiv. Ab 1965 begann Soysal zudem eine Tätigkeit für den türkischen Rundfunk. Zur Zeit der Militärdiktatur 1971 wurde sie inhaftiert. Ihr wurde vorgeworfen einer linken Organisation anzugehören. Während ihrer Inhaftierung im Militärgefängnis Mamak traf sie Mümtaz Soysal, ein Professor für Verfassungsrecht, der ebenso aufgrund von kommunistischer Propaganda inhaftiert worden war. Die beiden heirateten im Gefängnis. Nach ihrer Entlassung gebar sie die gemeinsamen Töchter Defne (1973) und Funda (1975). Aus politischen Gründen wurde Soysal erneut verhaftet, verbrachte anschließend acht Monate im Gefängnis und weitere zweieinhalb Monate im Exil in Adana.
Sevgi Soysal erkrankte  an Brustkrebs und verlor Ende 1975 eine ihrer Brüste. Sie unterzog sich im September 1976 einer weiteren Brustoperation und ging mit ihrem Mann nach London zur medizinischen Behandlung. Nach ihrer Rückkunft aus London starb Soysal 1976 im Alter von vierzig Jahren in Istanbul. Sie wurde auf dem Friedhof Zincirlikuyu in Istanbul zur Ruhe gelegt.
Soysals Erzählungen wurden zum Teil ins Deutsche übersetzt, beispielsweise Tante Rosa (1982). 1992 erschien zudem eine literaturwissenschaftliche Untersuchung zum Werk Soysals in deutscher Sprache von Priska Furrer (siehe Abschnitt Werke).

## Auszeichnungen
- 1974: Orhan-Kemal-Literaturpreis

## Werke
- Tante Rosa, Roman (1968)
- Yürümek (Walking), Roman (1970)
- Yenişehir’de Bir Öğle Vakti (Noontime in Yenisehir), Roman (1973), erhielt 1974 den Orhan-Kemal-Literaturpreis
- Şafak (Dawn), Roman (1975); deutsch: Vor dem Morgengrauen, Übersetzt von Judith Braselmann-Aslantaş mit einem Nachwort von Emine Sevgi Özdamar, ISBN 978-3-89561-247-3
- Yıldırım Bölge Kadınlar Koğuşu (Yıldırım Area Women’s Ward), Memoir (1976)
- Barış Adlı Çocuk (The Boy Named Barış), Kurzgeschichten (1976)
- Hoş Geldin Ölüm (Welcome, Death!), unfertiger Roman (1980)

## Sekundärliteratur
- Priska Furrer: Das erzählerische Werk der türkischen Autorin Sevgi Soysal (1936–1976). Schwarz, Berlin 1992 (Digitalisat).